# Annie Birraux
Pour les articles homonymes, voir Birraux.
Annie Birraux (née le 11 décembre 1936 à Quimperlé et morte le 9 octobre 2020 à Paris 20e) est une psychiatre, psychologue et psychanalyste française. Elle est professeure émérite de psychologie à l'université Paris-Diderot, spécialiste de la psychologie de l'adolescent à laquelle elle a consacré plusieurs ouvrages.

## Biographie
Annie Birraux obtient un DEA de psychologie en 1961. Elle fait ensuite des études en médecine au CHU Broussais-Hôtel-Dieu et soutient une thèse de médecine intitulée Approche psycho-pathologique d'un cas d'infanticide, en 1973, à l'université Paris VI. Elle se spécialise en psychiatrie et obtient un CES en 1976.
Elle exerce comme psychologue au CMPP de la Grange batelière durant une dizaine d'années puis dirige le CMPP Étienne-Marcel. Elle crée en 1963, avec Marc Birraux, le Cours des Petits champs, établissement destinée aux adolescents en difficulté. 
Elle soutient une thèse de doctorat ès lettres et sciences humaines intitulée La phobie, en 1991 et est nommée professeure de psychologie clinique et psychopathologie à l'université Paris-Diderot. Elle participe à la fondation en 1985 par Philippe Gutton de l'Unité de recherches sur l'adolescent (URA), qu'elle dirige de 1990 à 2000.
Elle est fondatrice en 1995 du Collège international de l’adolescence (CILA), dont elle est présidente d'honneur.
Elle est associée dès ses débuts à la revue Adolescence et reste membre de son comité scientifique.

## Activités éditoriales
Annie Birraux est l'auteure d'ouvrages sur l'adolescence et sur les phobies.

## Publications
- Le psychiatre face à l'école, Casterman, 1980  (ISBN 978-2203202542)
- Éloge de la phobie, Puf, coll. « Le Fil rouge », 1994  (ISBN 2-13-046477-7)
- L'adolescent face à son corps, Paris, Bayard, 1994
- Les phobies, Puf, coll. « Que sais-je ? », 1995  (ISBN 9782130468462)
- Parce qu'il faut bien quitter l'enfance : réflexions sur les séparations douloureuses entre parents et enfants, La Martinière, 2002  (ISBN 9782846750141)
- Le corps adolescent, Bayard, 2004
- Psychopathologie de l'enfant, Paris, In press, 2011  (ISBN 9782848352176)
- (dir.) Adolescence et prise de risques, avec Didier Lauru, Albin Michel, 2010  (ISBN 978-2226217370)
- (dir.) L'Énigme du suicide à l'adolescence, avec Didier Lauru, Albin Michel, 2012.
- « Prométhée ou Le devenir adulte », Revue française de psychanalyse, 2013/2, vol. 77, p. 392-401 [lire en ligne]
- (dir.) Le poids du corps à l'adolescence, avec Didier Lauru, Albin Michel, 2014